# Gretl
gretl är ett fritt datorprogram för statistisk och ekonometrisk analys. Namnet är en akronym för Gnu Regression, Econometrics and Time-series Library. Det kan användas tillsammans med X-12-ARIMA, TRAMO/SEATS och GNU R, och kan importera filformaten Excel, Gnumeric, Stata, EViews, RATS 4, SPSS och GNU Octave. 